# Pavel Doležal
Pavel Doležal (20. ledna 1700 Skalica – 29. listopadu 1778 Vyšná Boca) byl slovenský jazykovědec, pedagog, překladatel a evangelický farář, jehož jazykovědným zájmem byla biblická čeština na Slovensku. Studoval na gymnáziu v Rábu a na univerzitě ve Wittenbergu.
Doležal je autor duchovních písní a slovensko-české gramatiky Grammatica Slavico-Bohemica, v níž popisuje pravopisnou a jazykovou normu biblické češtiny oproti slovakizované češtině, respektive bohemizované slovenštině.

## Dílo
- Donatus latino-Germanico-Hungarici-bohemicus, 1746
- Grammatica Slavico-Bohemica, 1746
- Ortographia Bohemo-Slavica, 1752
- Elementa linguae Slavo-Bohemicae, 1752